# Ehrenbürger der Rajongemeinde Jonava
Ehrenbürger der Rajongemeinde Jonava (lit. Jonavos rajono garbės pilietis) ist die höchste von der Rajongemeinde Jonava vergebene Auszeichnung für eine Persönlichkeit, die sich in herausragender Weise um das Wohl der Bürger oder Ansehen des Ortes verdient gemacht hat. Bisher wurden 9 Personen damit ausgezeichnet. Alle stammen aus der Gemeinde oder waren langjährig in Jonava tätig. Zwei davon (Manager) hatten leitende Funktionen beim Chemiebetrieb „Achema“, drei waren Politiker, zwei Ärzte, zwei Literaten (beide gleichzeitig Schriftsteller und Übersetzer).

## Personen
- Jeronimas Ralys (1876–1921), Arzt, Schriftsteller, Übersetzer
- Konstantinas Bogdanas (1926–2011), Skulptor
- Stanislovas Gediminas Ilgūnas (1936–2010), Resistent, Historiker und Politiker, Mitglied des Seimas
- Grigori Kanowitsch (1929–2023), Schriftsteller, Dramatiker, Übersetzer, Drehbuchautor und Kinoregisseur
- Bronislovas Lubys (1938–2011), Industrieller und Unternehmer, Politiker (Ministerpräsident Litauens), Chemieingenieur, einer der reichsten Litauer
- Vincas Algirdas Pranckietis (1923–2016), katholischer Priester, Prälat, Monsignore, langjähriger Pfarrer und Kreisdechant von Jonava
- Edvardas Prichodskis (1936–2012), Gemeindepolitiker, Bürgermeister
- Teresė Žižienė (1933–2022), Pädiaterin, Gründerin der Ambulanz Bukonys
- Jonas Sirvydis (* 1936), Ingenieur und Manager, Generaldirektor vom Chemiebetrieb „Achema“.[1]